# Прайс, Томас
Томас Стил «Том» Прайс (англ. Thomas Steele "Tom" Price; род. 28 мая 1933[…], Лонг-Бранч, Нью-Джерси) — американский гребец, выступавший за сборную США по академической гребле в 1950-х годах. Чемпион летних Олимпийских игр в Хельсинки, серебряный призёр Панамериканских игр в Мехико, победитель и призёр регат национального значения.

## Биография
Томас Прайс родился 28 мая 1933 года в городе Лонг-Бранч, штат Нью-Джерси.
Занимался академической греблей во время учёбы в Ратгерском университете, состоял в местной гребной команде Rutgers Scarlet Knights, неоднократно принимал участие в различных студенческих регатах.
Наивысшего успеха в гребле на международном уровне добился в сезоне 1952 года, когда вошёл в основной состав американской национальной сборной и благодаря череде удачных выступлений удостоился права защищать честь страны на летних Олимпийских играх в Хельсинки. На тот момент Прайс занимался греблей всего шесть месяцев и только два месяца находился в двухместном экипаже, тогда как его напарник Чарли Логг, так же студент Ратгерского университета, до этого олимпийского сезона вообще не имел опыта гребли в двойках. Малоопытные гребцы, на предварительном этапе они ожидаемо финишировали последними позади экипажей из Швейцарии, Великобритании и Бельгии. Тем не менее, через дополнительные заезды им всё же удалось пройти в финал, а в решающем заезде они неожиданно обошли всех своих соперников и завоевали золотые олимпийские медали.
В 1955 году Прайс воссоединился с Чарли Логгом и побывал на Панамериканских играх в Мехико, откуда привёз награду серебряного достоинства, выигранную в зачёте двоек без рулевого — в финале их обошли гребцы из Аргентины.
Логг и Прайс пытались пройти отбор на Олимпийские игры 1956 года в Мельбурне, однако на отборочной национальной регате уступили Джеймсу Файферу и Дювалю Хехту, которые впоследствии повторили их олимпийский успех.